# Chery Automobile
Chery Automobile (奇瑞汽車T, 奇瑞汽车S, Qíruì QìchēP) è una casa automobilistica cinese, fondata nel 1997, nota per la produzione di veicoli a prezzi competitivi e per la sua rapida espansione nel mercato globale. Specializzata in automobili, SUV e veicoli elettrici, Chery è diventata uno dei principali produttori di auto in Cina.
Il marchio si distingue per la sua innovazione tecnologica, soprattutto in ambito di mobilità elettrica e sostenibilità, e ha avviato collaborazioni con altri marchi e joint venture per rafforzare la propria presenza globale. In Italia nel 2007 la Chery stringe un accordo con l'azienda DR Automobiles, che prevede la fornitura dei componenti per il SUV DR5, la piccola citycar DR1 e la monovolume compatta DR2. A luglio 2024 Chery arriva ufficialmente in Italia con i marchi Omoda e Jaecoo.

## Storia

### Primi anni

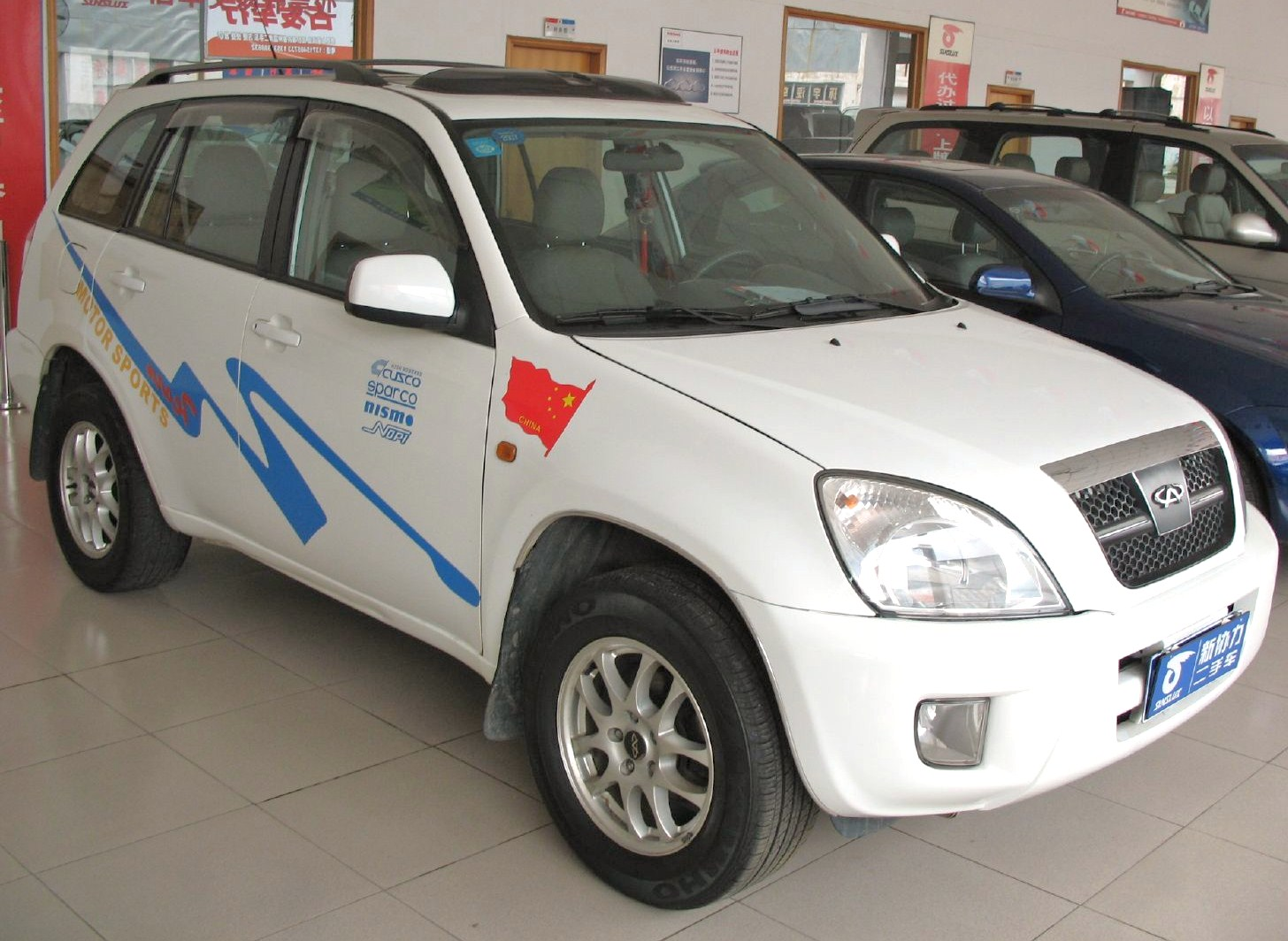
Chery Tiggo

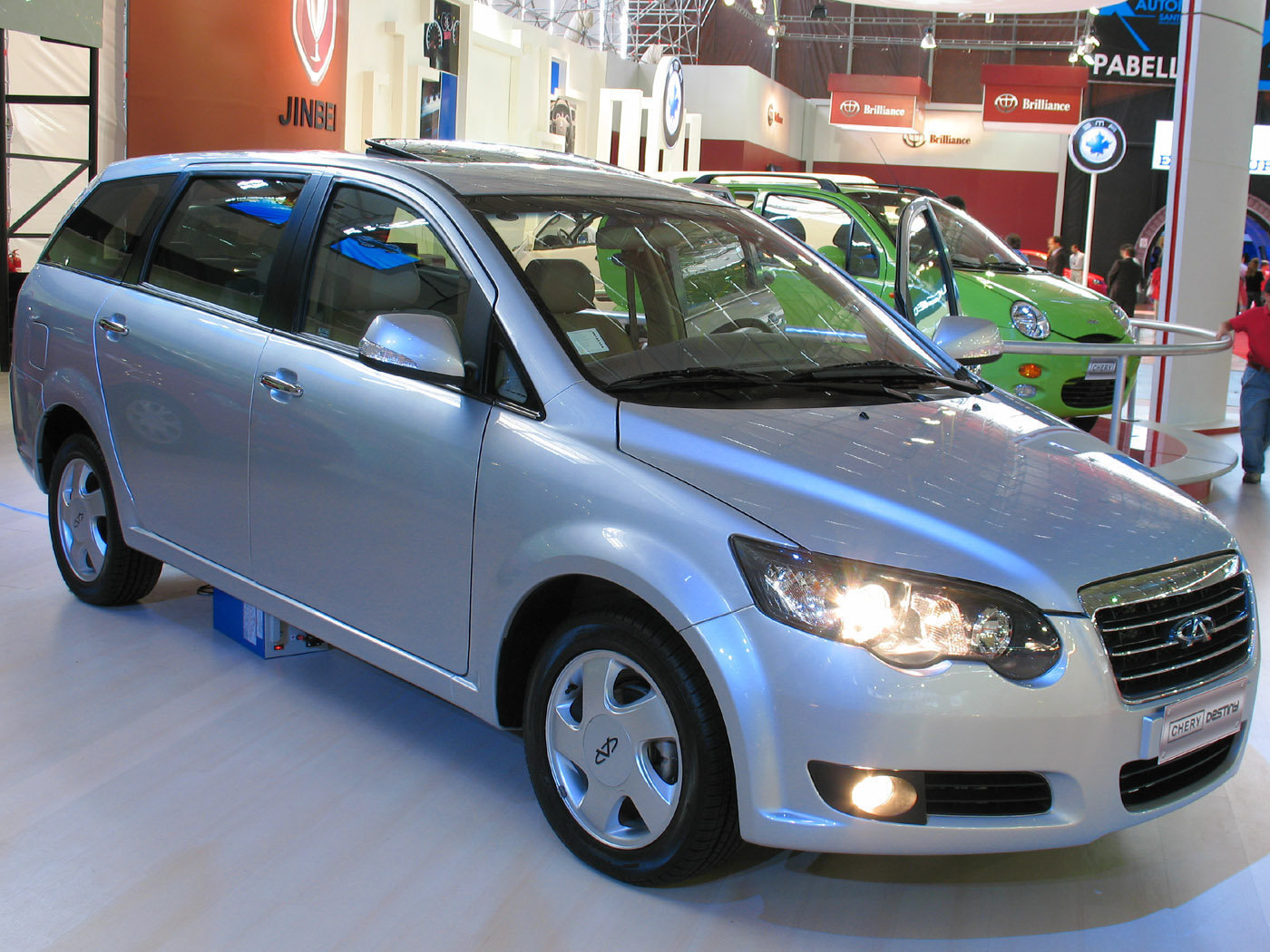
Chery V5 del 2008

Chery venne fondata come azienda para-governativa nel 1997 e divenne un produttore di autovetture il 18 dicembre 1999 quando la Chery Fulwin lasciò la catena di produzione dello stabilimento di Wuhu utilizzando telaio e tecnologie su licenza SEAT (azienda del gruppo Volkswagen). La Chery è stata la prima casa automobilistica cinese ad esportare i propri prodotti, ed attualmente è la prima casa per numero di vetture esportate.

### Dal 2003 al presente
Nel 2003, la Chery fondò un gruppo di ricerca e sviluppo ed iniziò a lavorare con grandi consulenti stranieri per migliorare la propria tecnologia e la propria qualità. La Chery assunse un ingegnere giapponese proveniente dalla Mitsubishi per guidare il sistema di produzione Six Sigma, che venne applicato per la prima volta sulle proprie auto nel 2003. Iniziarono ad utilizzare il sistema DURR Paint per la verniciatura delle loro auto nel 2004, diventando una delle 5 fabbriche nel mondo ad utilizzare questo moderno sistema di verniciatura. La SAIC rivendette il suo stock sold alla Chery nel 2004 a causa delle crescenti tensioni tra la Chery e i suoi partner General Motors e Volkswagen.
Sempre nel 2003, la casa ha avuto anche una certa notorietà negativa per un episodio di plagio della Daewoo Matiz quando ha lanciato sul mercato il modello Chery QQ.
Nel 2005, Chery venne aumentata la qualità di produzione fino all'ISO/TS 16949:2002, il più alto e rigido sistema di controllo della qualità nell'industria automobilistica globale. Inoltre iniziarono a lavorare con l'azienda di Malcolm Bricklin, Visionary Vehicles, sperando di essere una delle prime case automobilistiche cinesi ad essere venduta negli Stati Uniti. Il progetto prevedeva di importare cinque nuove automobili. Bricklin pianificò la vendita attraverso 250 venditori negli Stati Uniti per vendere 250,000 auto l'anno nel 2007. Ma, dopo due rinvii e vari disaccordi finanziari e di design delle auto l'accordo venne rotto.
Invece, la Chery sta sviluppando il suo piano di espansione e sta progettato una grande quantità di veicoli per il mercato americano, per quello europeo e per quello domestico. La linea dei veicoli è stata migliorata grazie all'aiuto di progettisti italiani del calibro di Bertone e Pininfarina, ben conosciuti per aver disegnato modelli per marchi come Ferrari e Lamborghini. Anche l'austriaca AVL sta collaborando con Chery alla realizzazione di 18 motori, fra cui un turbodiesel, per la nuova gamma di auto.  Il marchio del nuovo motore, ACTECO, rispetta lo standard di emissioni Euro IV e utilizza tecnologie moderne quali blocco motore e testate in lega di alluminio e l'iniezione diretta di carburante. Bosch collabora con Chery alla progettazione di nuove trasmissioni. La Lotus Engineering (nota per il suo know how nei telai da corsa) è coinvolta invece per gli aspetti legati al design e alla qualità.  La Ricardo Consulting Engineers sta infine sviluppando per Chery un propulsore ibrido da utilizzare nel primo veicolo cinese ibrido. Chery ha recentemente instaurato una collaborazione con Chrysler per la produzione di auto compatte e medie per i mercati statunitense ed europeo.
Nel settembre del 2007, la first lady del Senegal, Viviane Wade, annunciò un programma chiamato "Taxi Sister" per aiutare le donne autiste di taxi - il primo programma di questo tipo in una nazione che è al 95% musulmana.  I taxi sono Chery QQ, fornite da un venditore Chery del luogo, che le donne autiste pagheranno un po' alla volta e alla fine ne diverranno proprietarie.
Nel dicembre del 2007 l'azienda cinese, insieme alla Israel Corporation, fonda il brand Qoros. Tale marchio, nei piani della Chery, permetterà di creare auto più simili agli standard qualitativi occidentali.
Nel 2012 viene creata con il gruppo Jaguar Land Rover una joint venture per la produzione delle autovetture inglesi in Cina in un nuovo stabilimento a Changshu. L’investimento è pari a 3 miliardi di dollari nell’arco dei primi cinque anni. Nell’ottobre del 2014 parte la produzione dei primi modelli a marchio Land Rover seguiti nel 2015 da quelli a marchio Jaguar.

Logo di Chery (2013-2022)

Il 22 gennaio 2018 la sussidiaria Chery Commercial Vehicle lancia il marchio Jetour focalizzato nella produzione di crossover e monovolume premium. A guidare le strategie del marchio vi è Bao Siyu, già vice presidente di Chery Automobile.
Nell’aprile del 2018 Chery lancia ufficialmente il proprio brand di lusso Exeed Cars; inizialmente era prevista una gamma di prodotti di alta gamma progettati per l’export in Europa all’interno dello stesso marchio Chery, tuttavia la casa optò per la creazione di un marchio a sé. La precedente vettura Exeed TX che venne presentata al salone di Francoforte entrerà in produzione all’inizio del 2019 inaugurando la nuova rete di vendita dedicata. A guidare il marchio Exeed Cars sarà nominato Cao Zhigang che in passato era a capo del marchio Qoros.
Il 18 dicembre 2020 Chery comunica di aver raggiunto il traguardo delle nove milioni di vetture vendite dalla fondazione; di queste oltre 1,7 milioni sono state esportate al di fuori della Cina. La rete di vendita raggiunge i 1500 rivenditori in 80 paesi.
A fine aprile 2023, viene annunciata l'espansione in Europa ed in Italia, a partire da fine 2023.
Nel 2023, Chery ha lanciato un nuovo marchio iCAR, rivolto ai giovani clienti, e la gamma di veicoli elettrici Sterra con il marchio Exeed. Chery ha anche annunciato la sua nuova piattaforma ibrida ad alte prestazioni "Chery Dual Mode (C-DM)" che sarà introdotta in futuro nella maggior parte dei suoi modelli attuali.
L'11 gennaio 2024, Chery ha firmato accordi quadro di cooperazione strategica con Nio per stabilire una cooperazione negli standard delle batterie, nella tecnologia di scambio delle batterie, nella costruzione di reti di servizi di scambio delle batterie e nel funzionamento.
A luglio 2024 Chery arriva ufficialmente in Italia i marchi Omoda e Jaecoo, con il lancio di due modelli.

## Produzione
- 2000: 2 000
- 2001: 28 000
- 2002: 50 000
- 2003: 90 000 (8º posto in Cina)
- 2004: 86 000 (10º posto in Cina)
- 2005: 188 000 (5º posto in Cina)
- 2006: 307 232[13]
- 2007: 381 000
- 2008: 356 000
- 2020: 730 000[14]

## Veicoli prodotti

### La gamma attuale

#### Citycar
- Chery QQ (dal 2003)
- Chery eQ1 (dal 2016)
- Chery eQ2 (dal 2014)

#### Berline medio-grandi
- Chery Arrizo 5 (dal 2016)
- Chery Arrizo GX (dal 2018)
- Chery Arrizo 8 (dal 2022)

#### SUV
- Chery eQ5 (dal 2020)
- Chery Omoda 5 (dal 2022)
- Chery Tiggo 3 (dal 2005)
- Chery Tiggo 7 (dal 2016)
- Chery Tiggo 8 (dal 2018)
- Chery Tiggo 3x (dal 2016)
- Chery Tiggo 5x (dal 2017)

### Modelli fuori produzione
- Chery A11 (1999–2006)
- Riich R2 (2007–2009)
- Chery A15 (2003–2010)
- Chery A5 (2006–2010)
- Chery QQ6 (2006–2010)
- QQme (2009–2011)
- Rely X5 (2010–2011)
- Chery A18/Karry Youyi (2006–2013)
- Riich G5 (2009–2013)
- Chery QQ6 (2010–2013)
- Rely H3 (2010–2013)
- Riich G6 (2010–2013)
- Riich M1 (2009–2014)
- Chery A1 (2007–2015)
- Chery V5 (2006–2015)
- Chery A3 (2008–2015)
- Chery E5 (2011–2015)
- Chery E3 (2013–2015)
- Chery Eastar (2006–2016)
- Chery E5 (2011–2016)
- Chery Arrizo 7 (2013–2018)
- Chery A13 (2009–2019)
- Chery Arrizo 3 (2014–2020)
- Chery Tiggo 5 (2013–2021)

## Marchi e filiali
A seconda del mercato e dei prodotti, Chery ha anche i seguenti marchi per commercializzare veicoli diversi:

### Karry
Karry si concentra sui veicoli commerciali leggeri.

### Exeed
Exeed è un marchio premium per crossover e SUV
- Exeed TX
- Exeed TXL
- Exeed LX
- Exeed VX

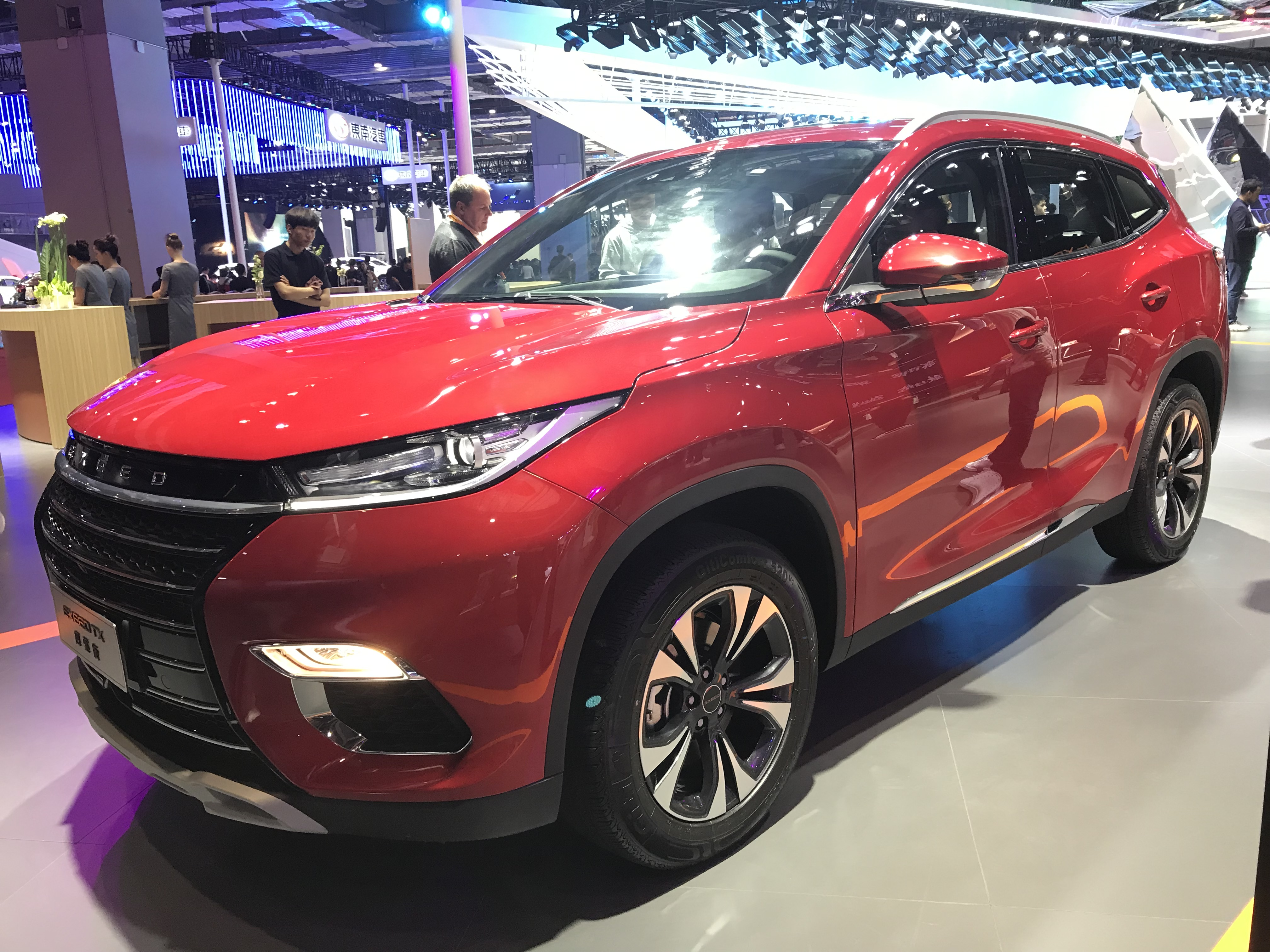
Exceed TX
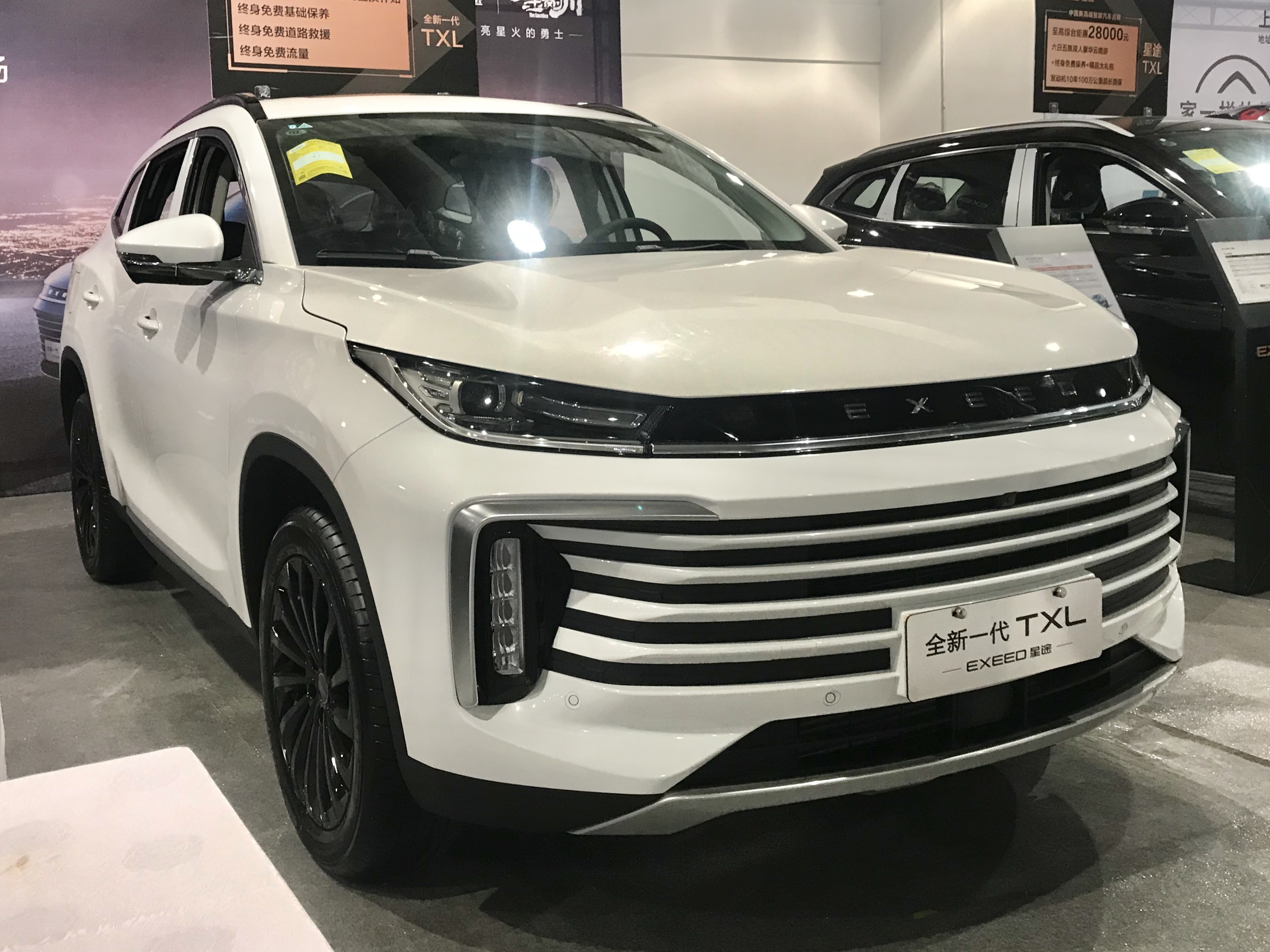
Exceed TXL
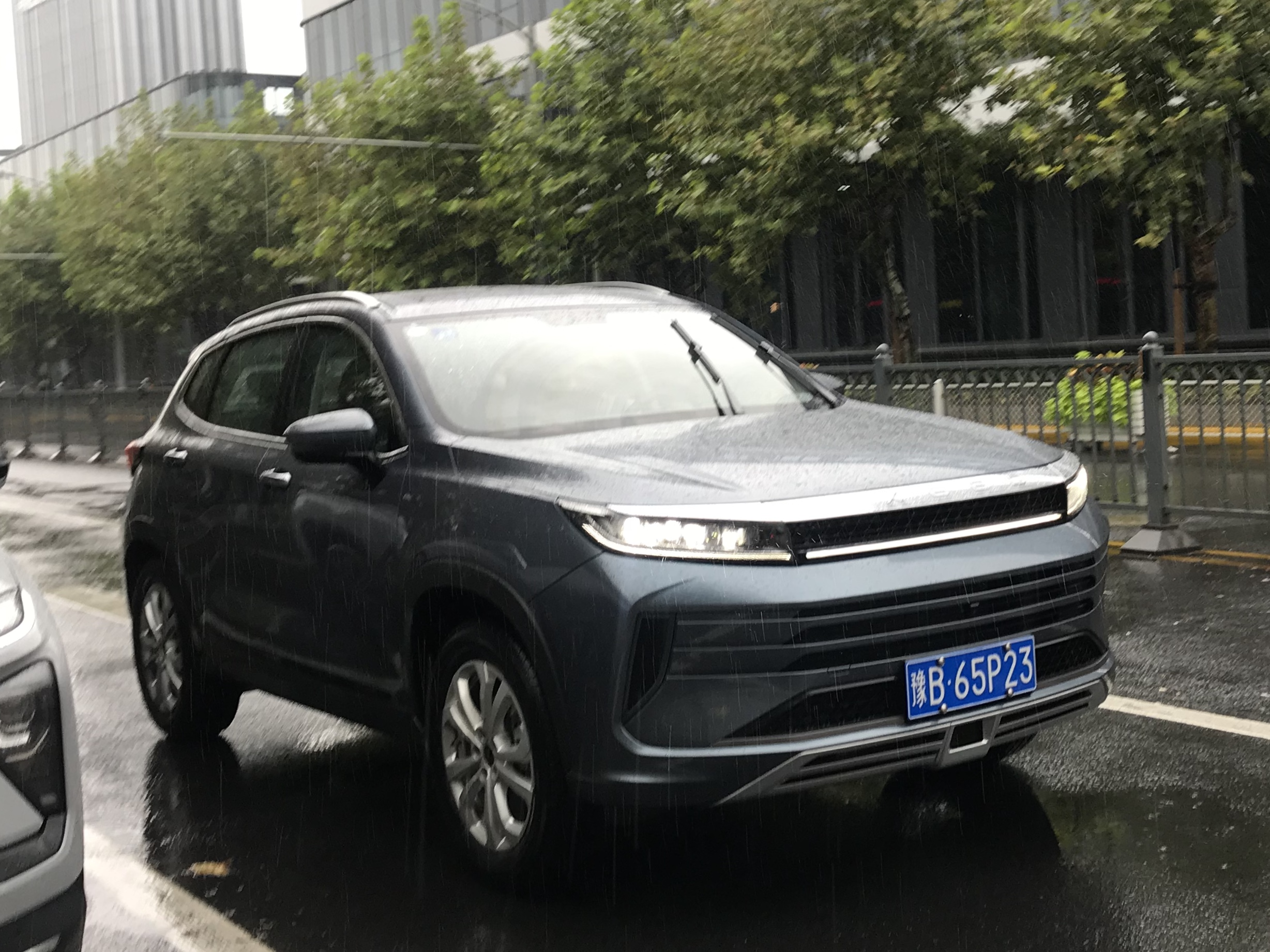
Exeed LX
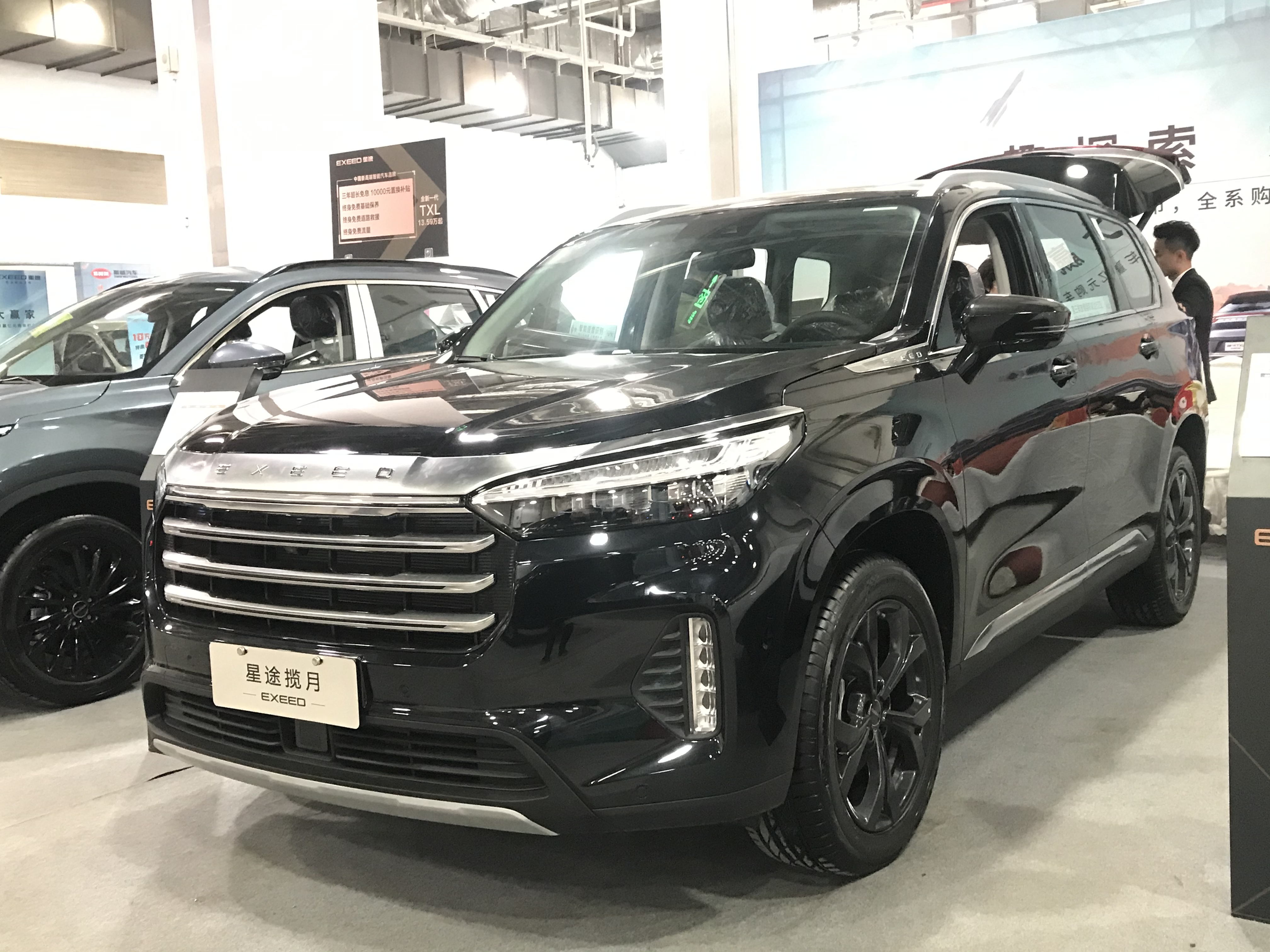
Exceed VX

### Jetour
Jetour è un marchio premium per crossover e SUV

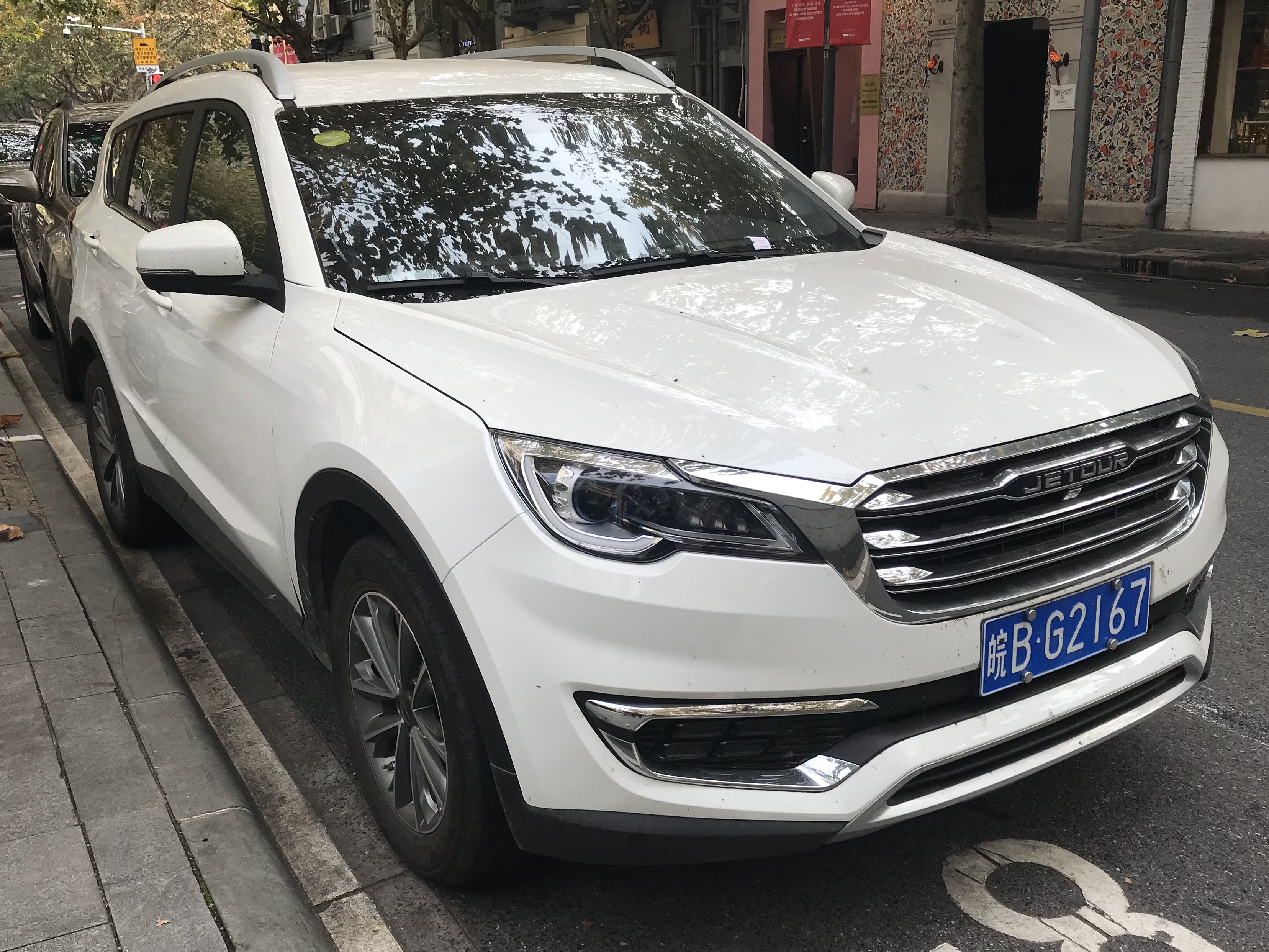
Jetour X70
- Jetour X70S
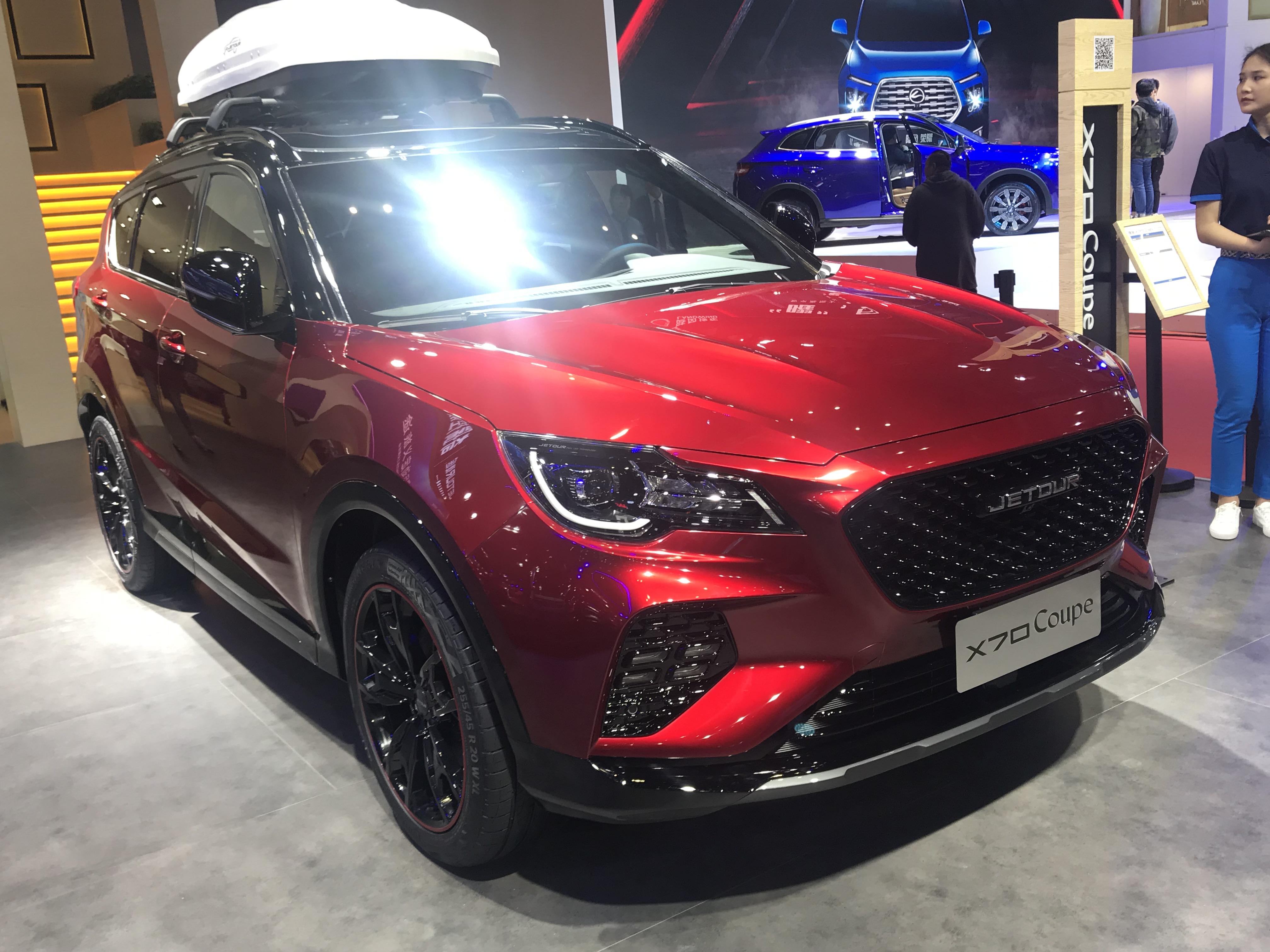
Jetour X70 Coupe
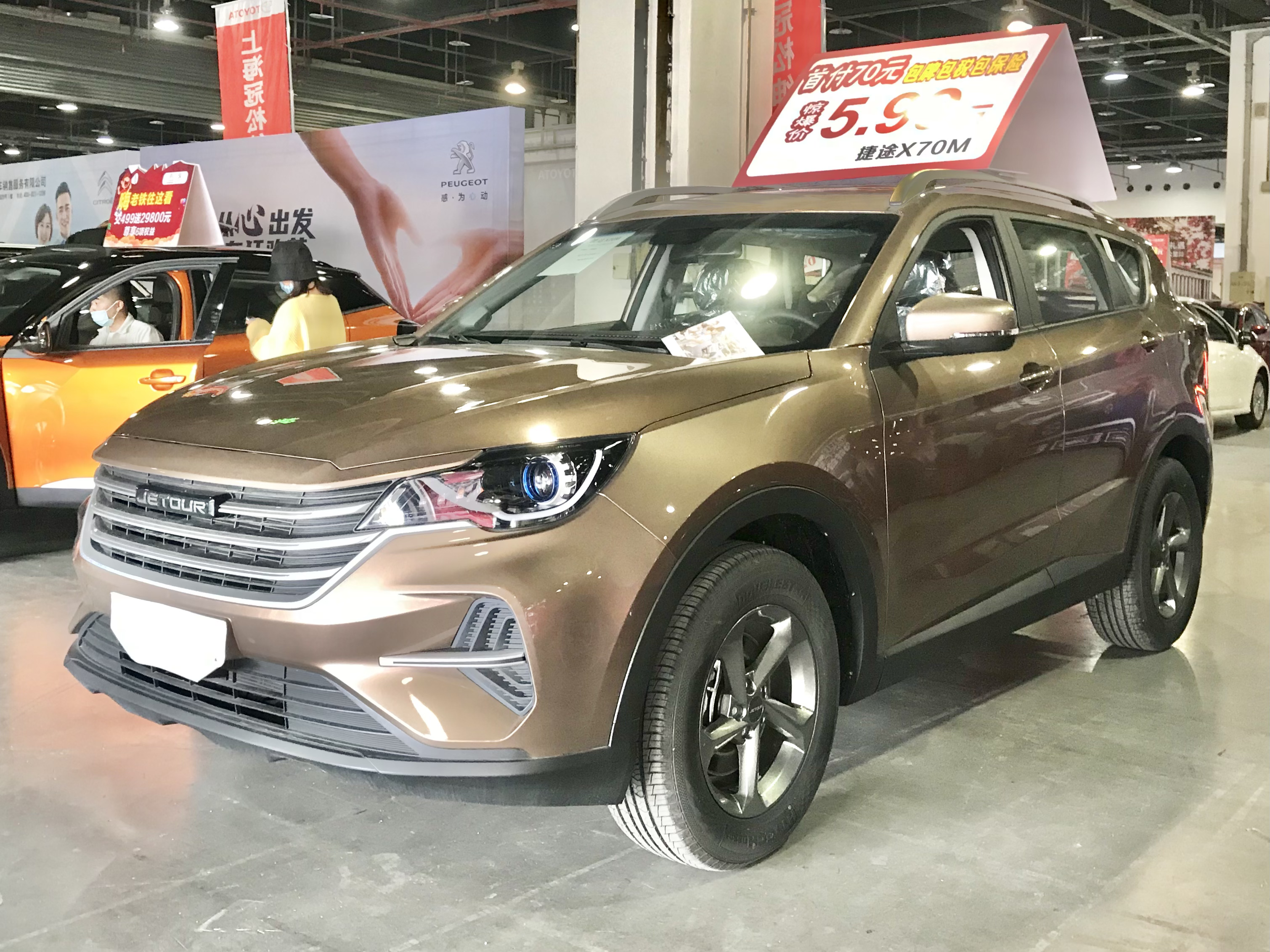
Jetour X70 Plus
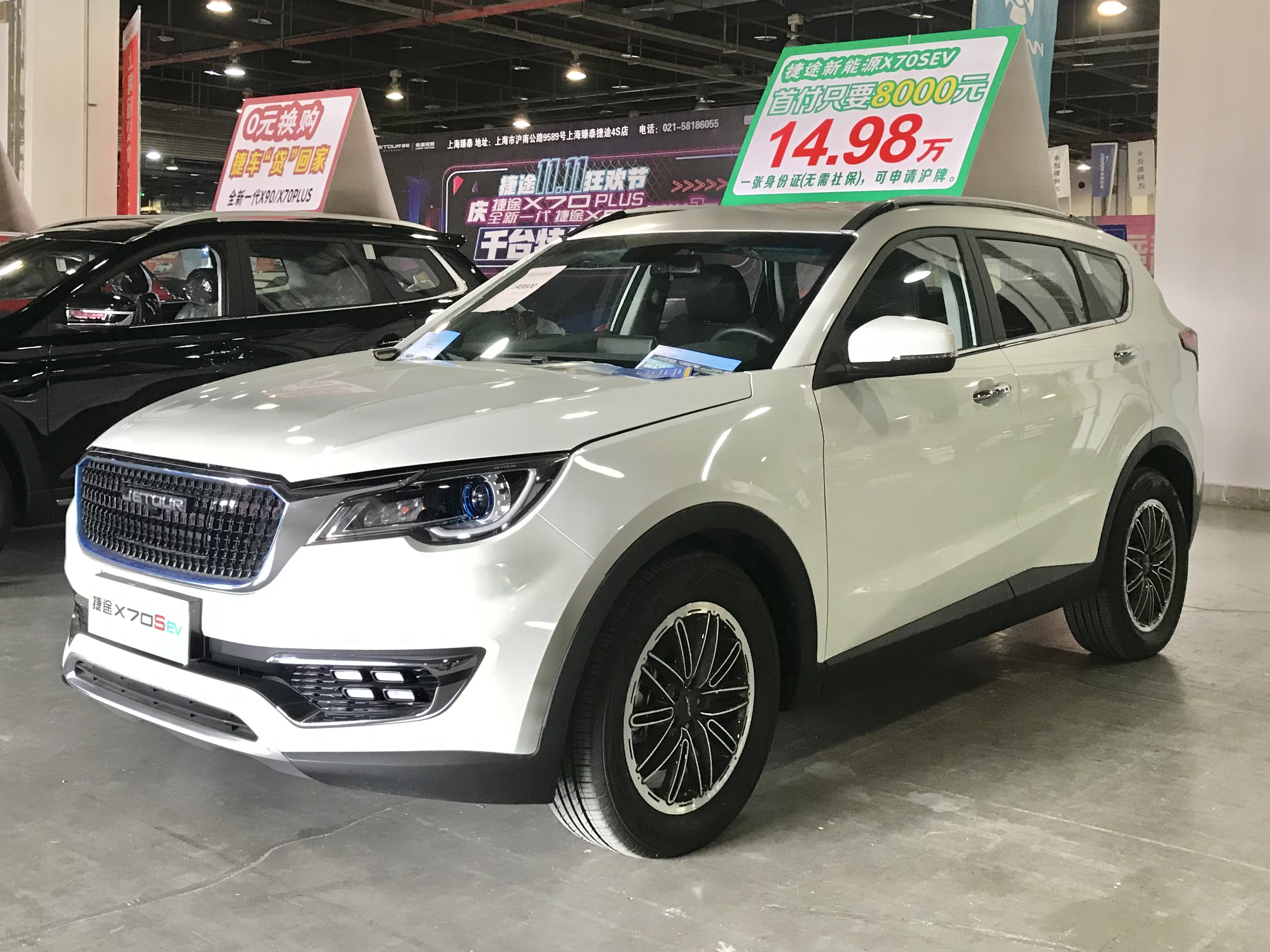
Jetour X70S EV
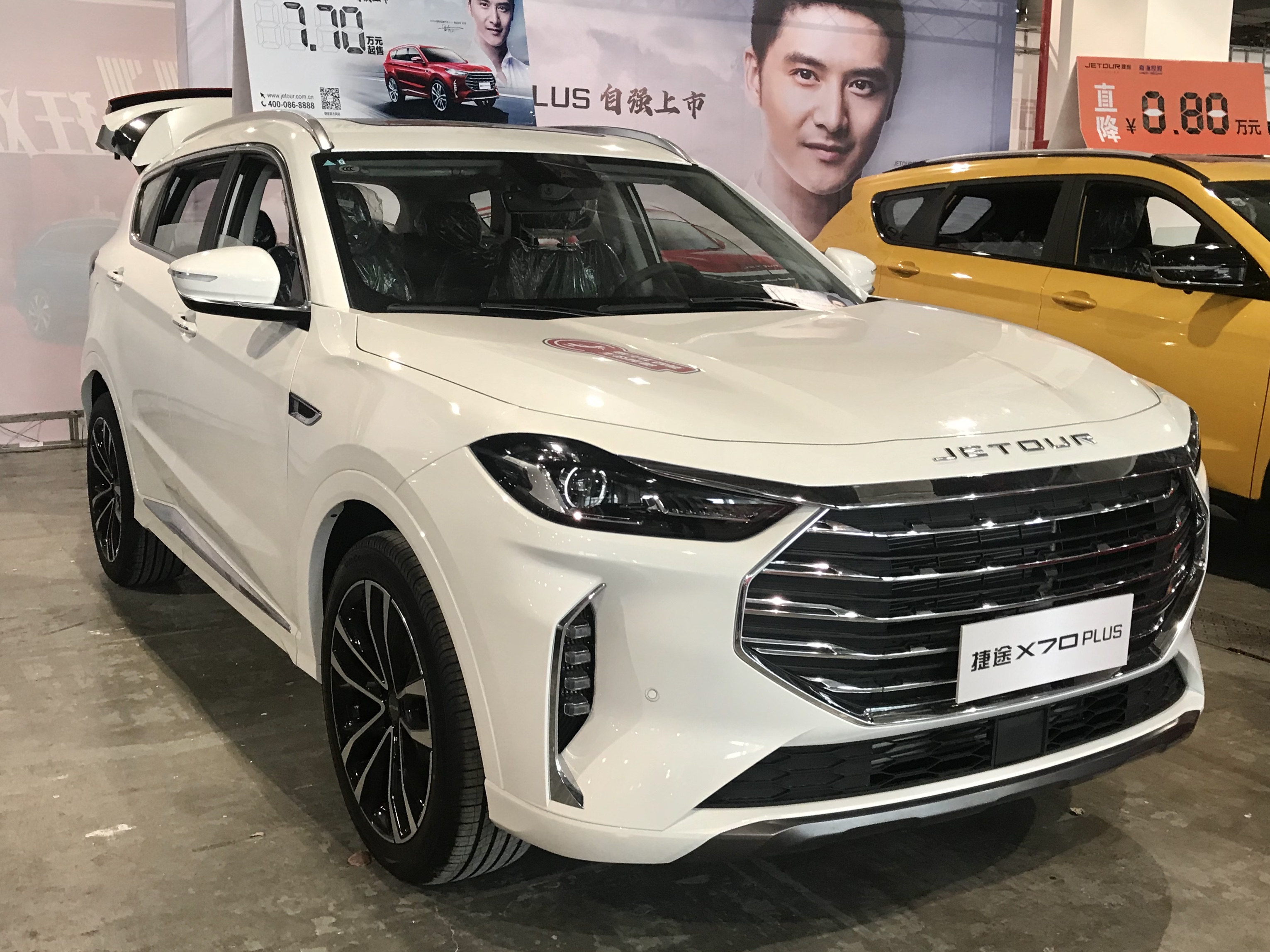
Jetour X70 Plus
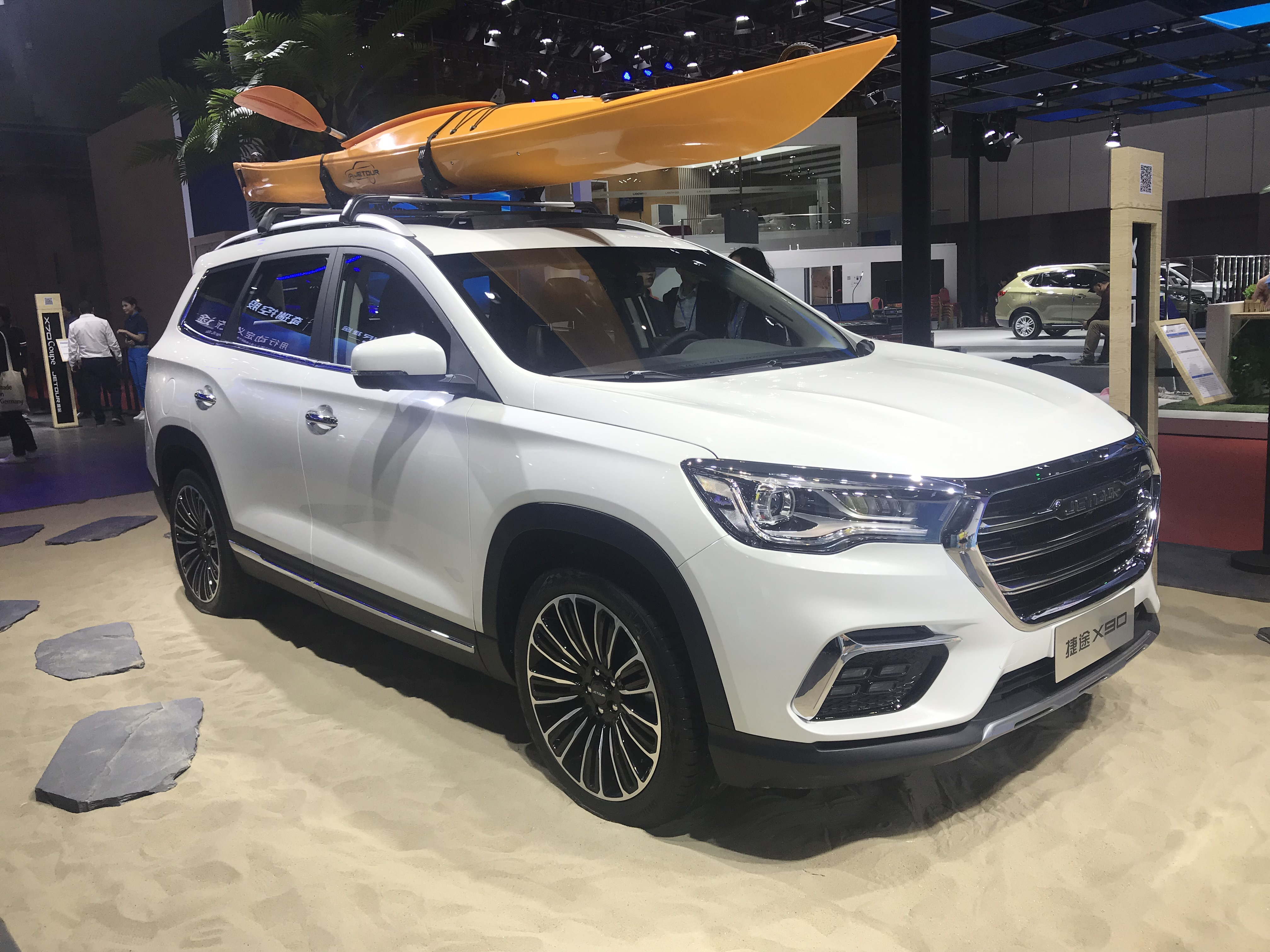
Jetour X90
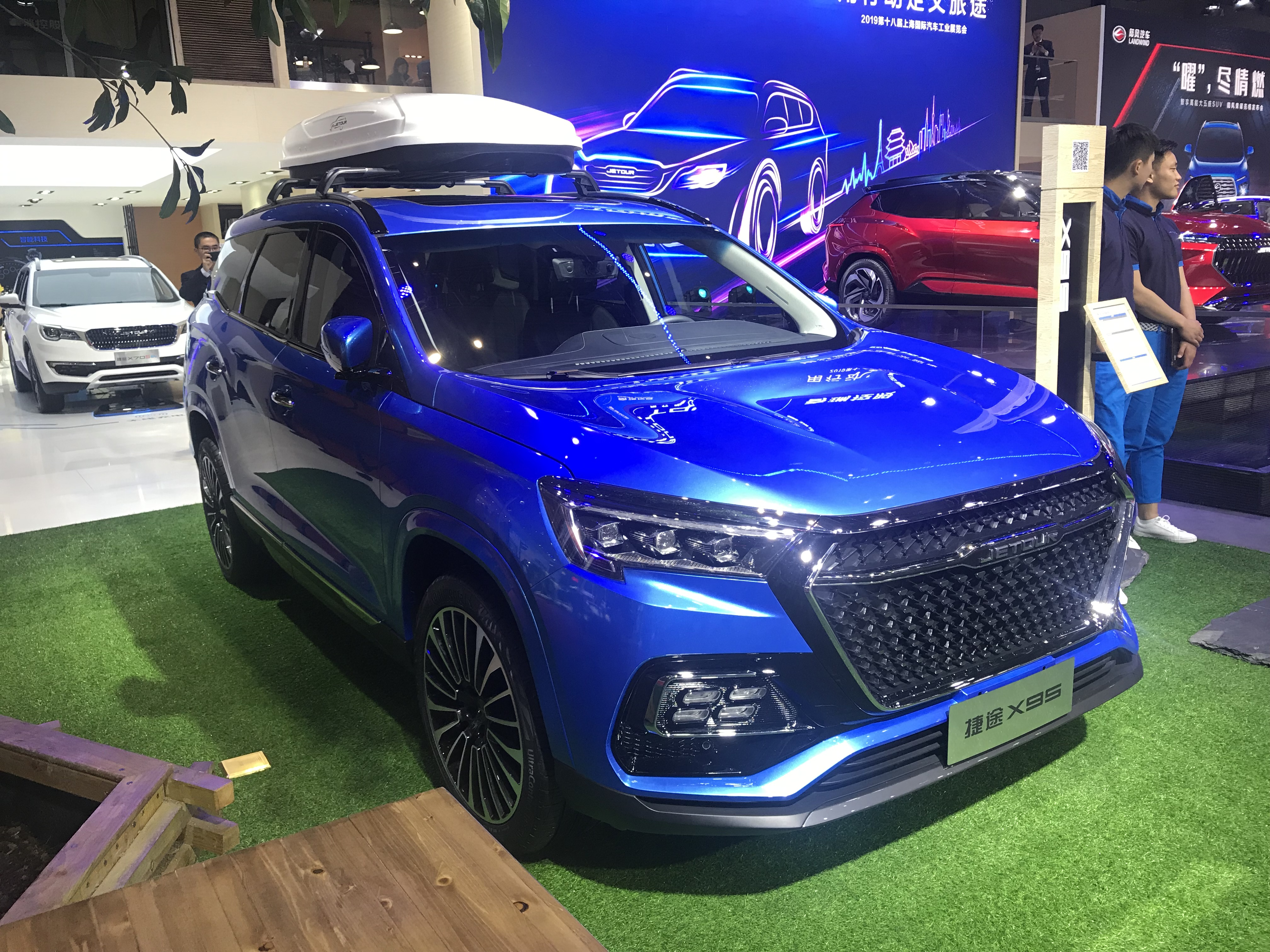
Jetour X95

- Jetour X70
- Jetour X70 Coupe
- Jetour X70M
- Jetour X70S EV
- Jetour X70 Plus
- Jetour X90
- Jetour X95

### Rely (dismesso)
Rely si concentrava sui veicoli commerciali.

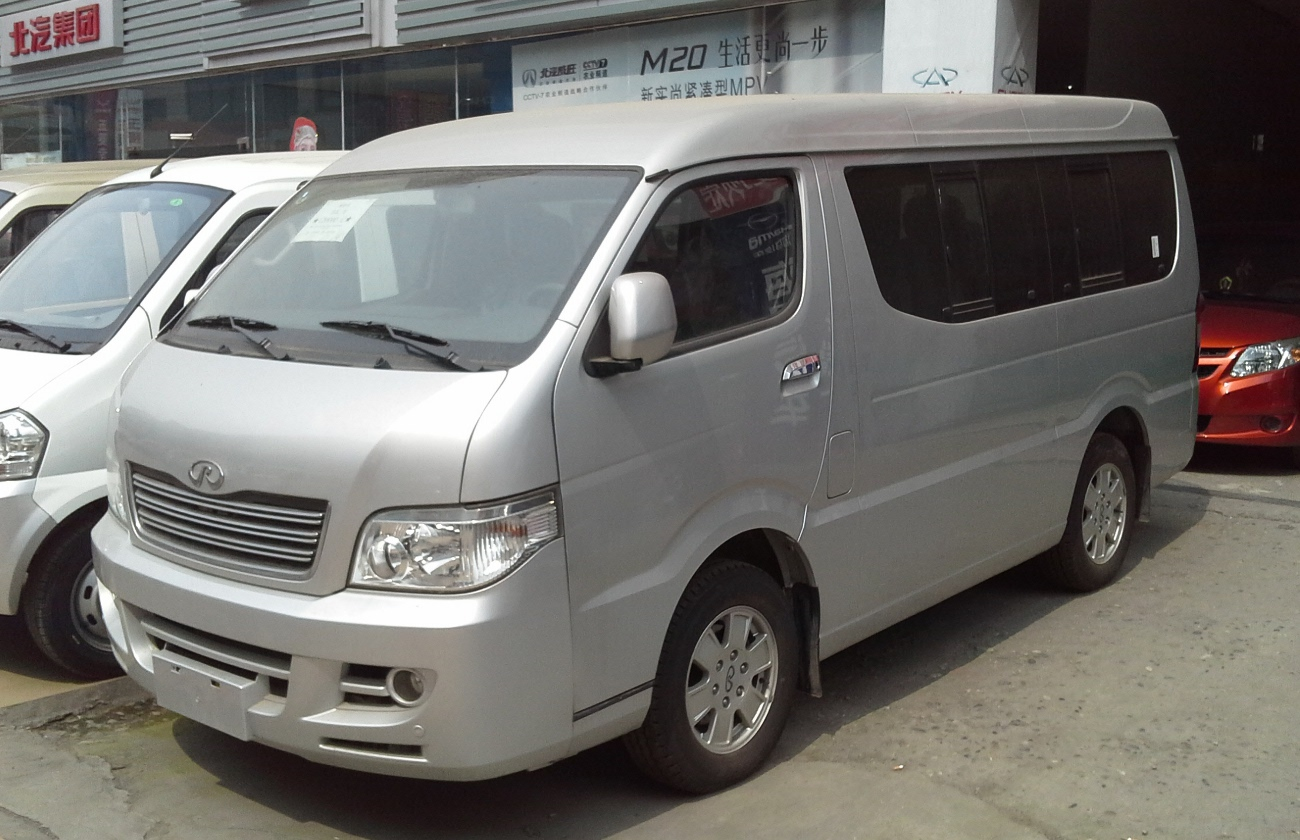
Rely H3
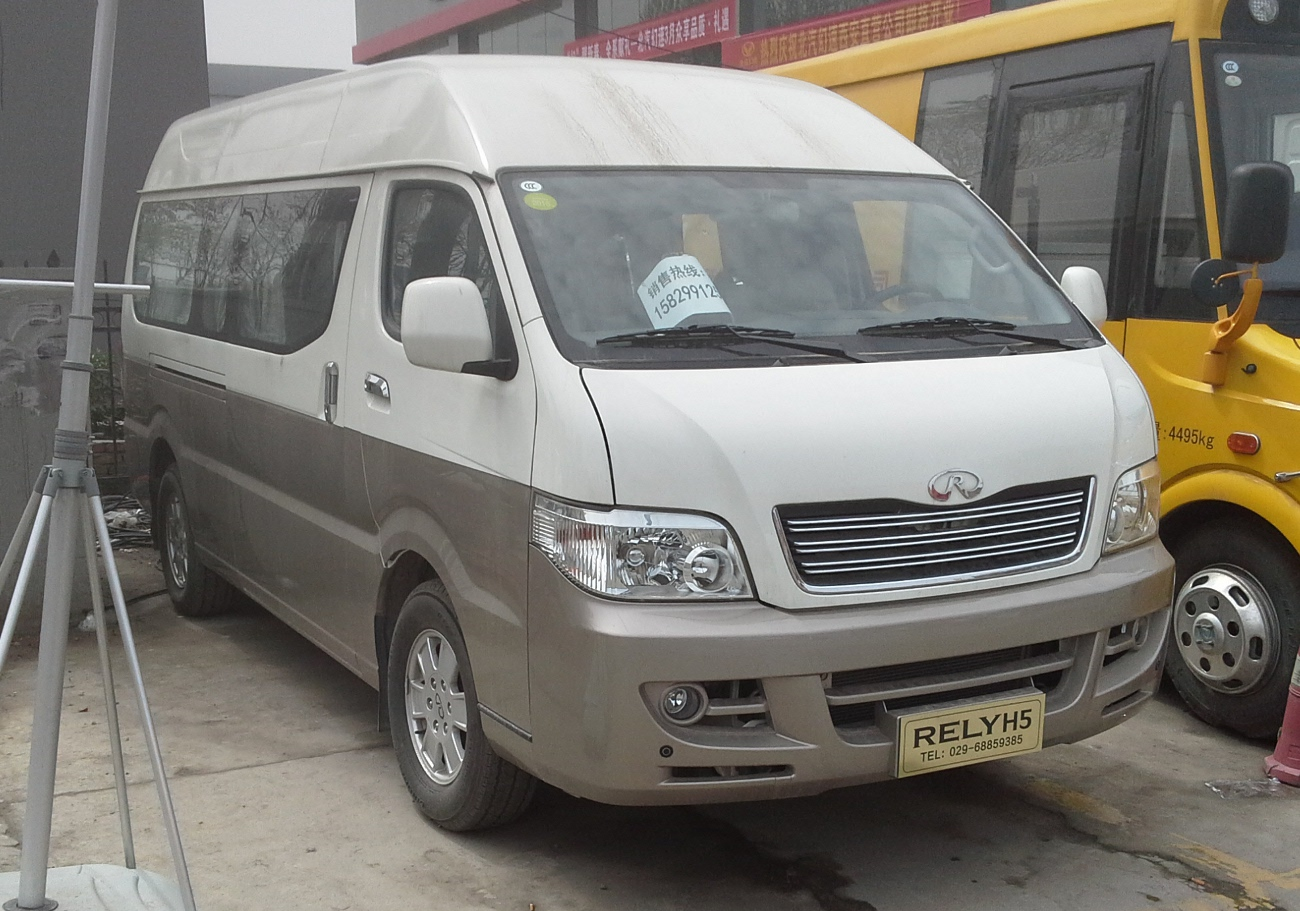
Rely H5
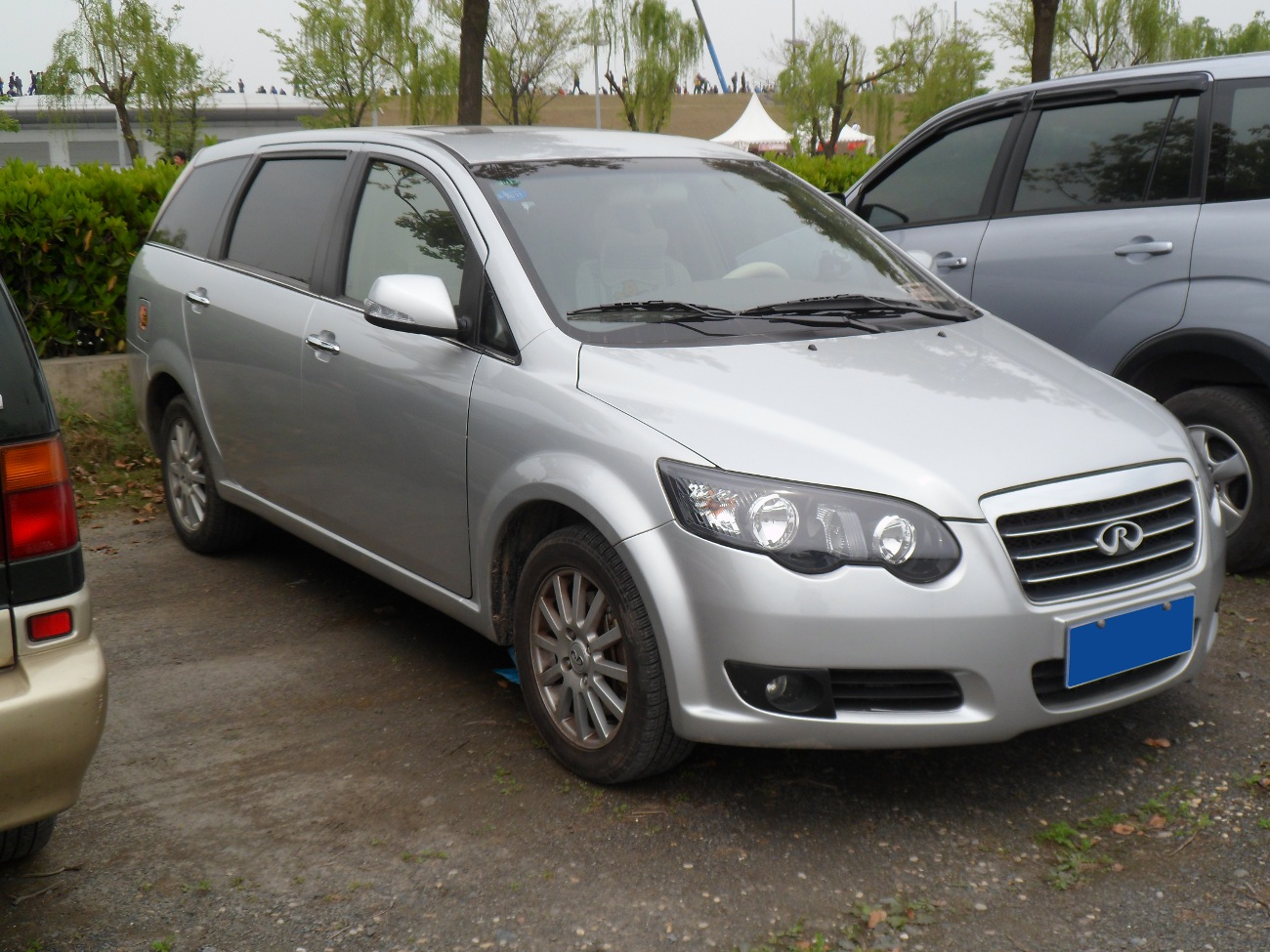
Rely V5
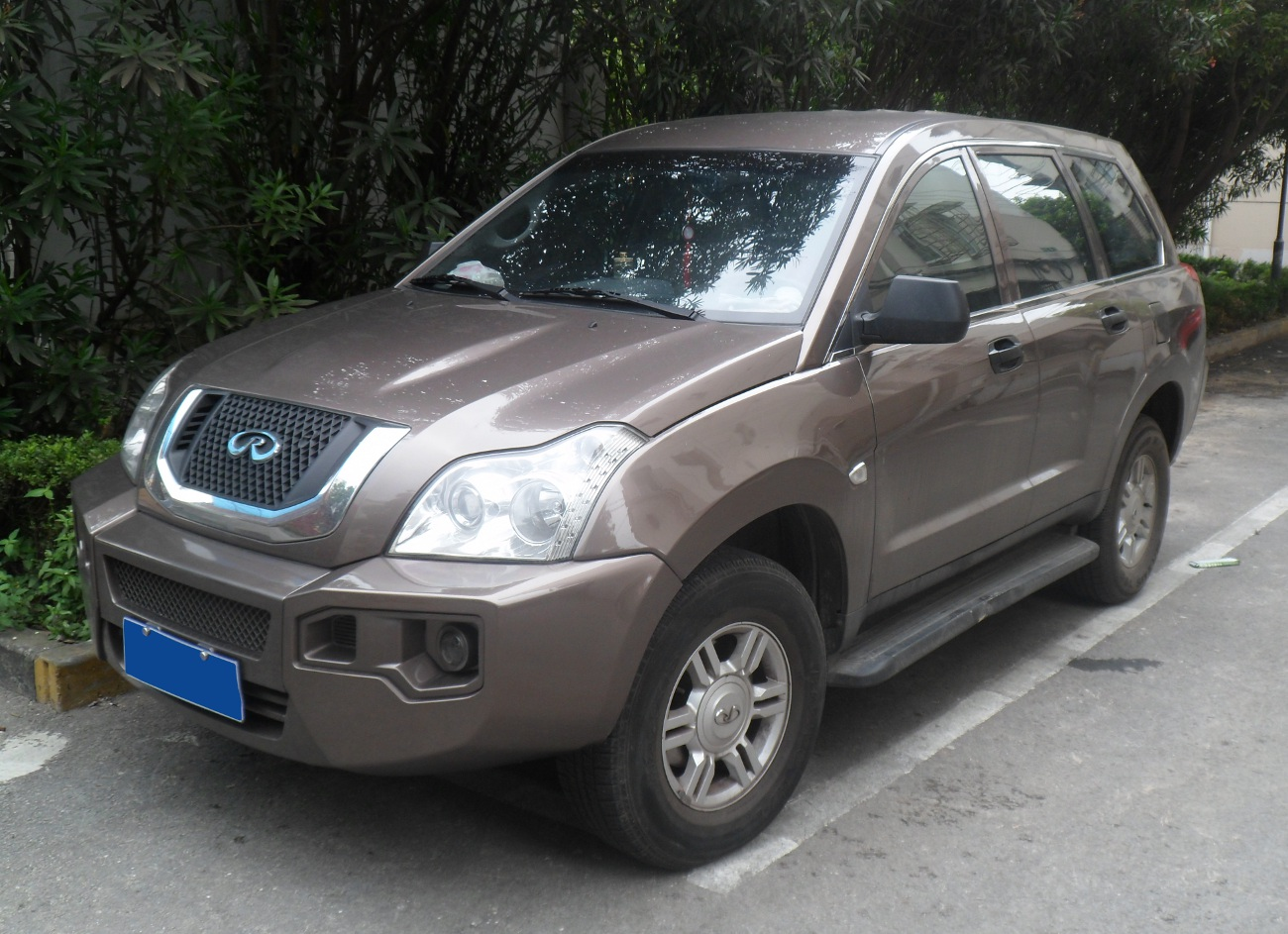
Rely X5

- Rely H3
- Rely H5
- Rely V5
- Rely X5

### Riich (dismesso)
Riich fungeva da sottomarchio premium di Chery

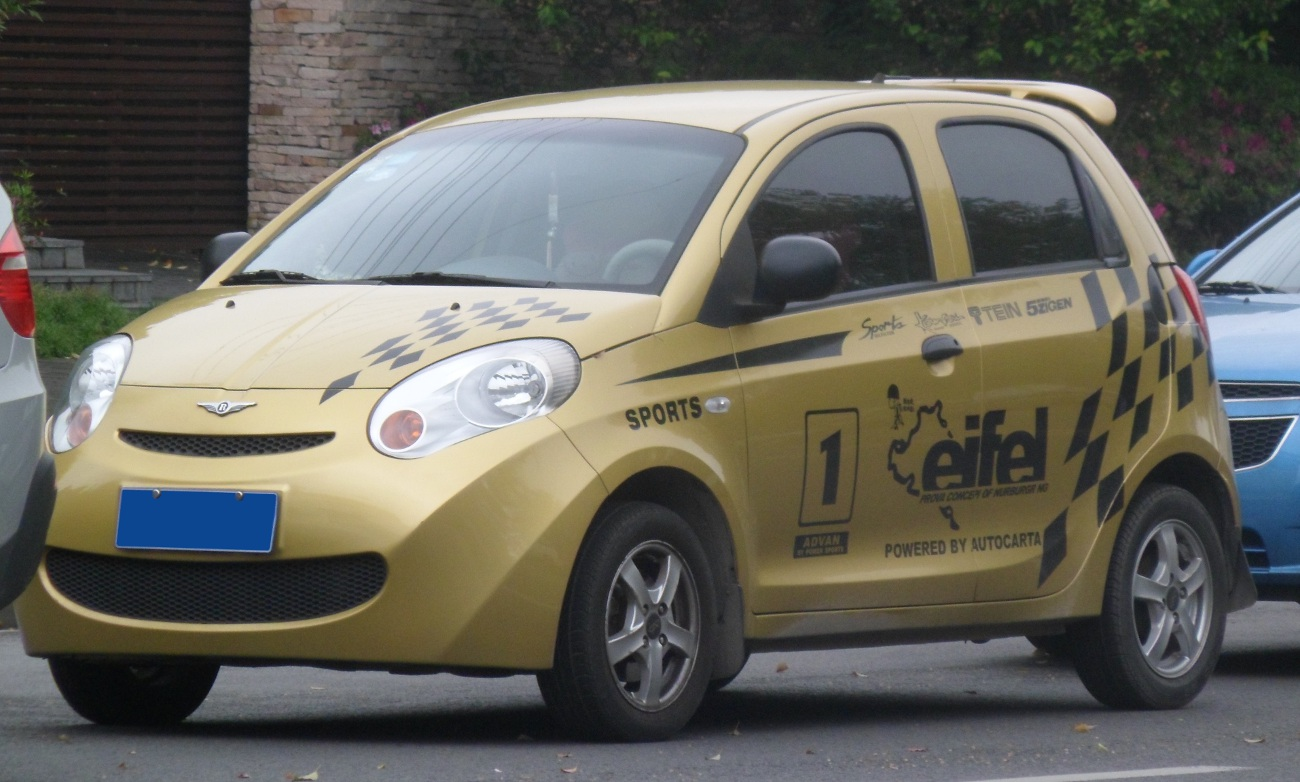
Riich M1
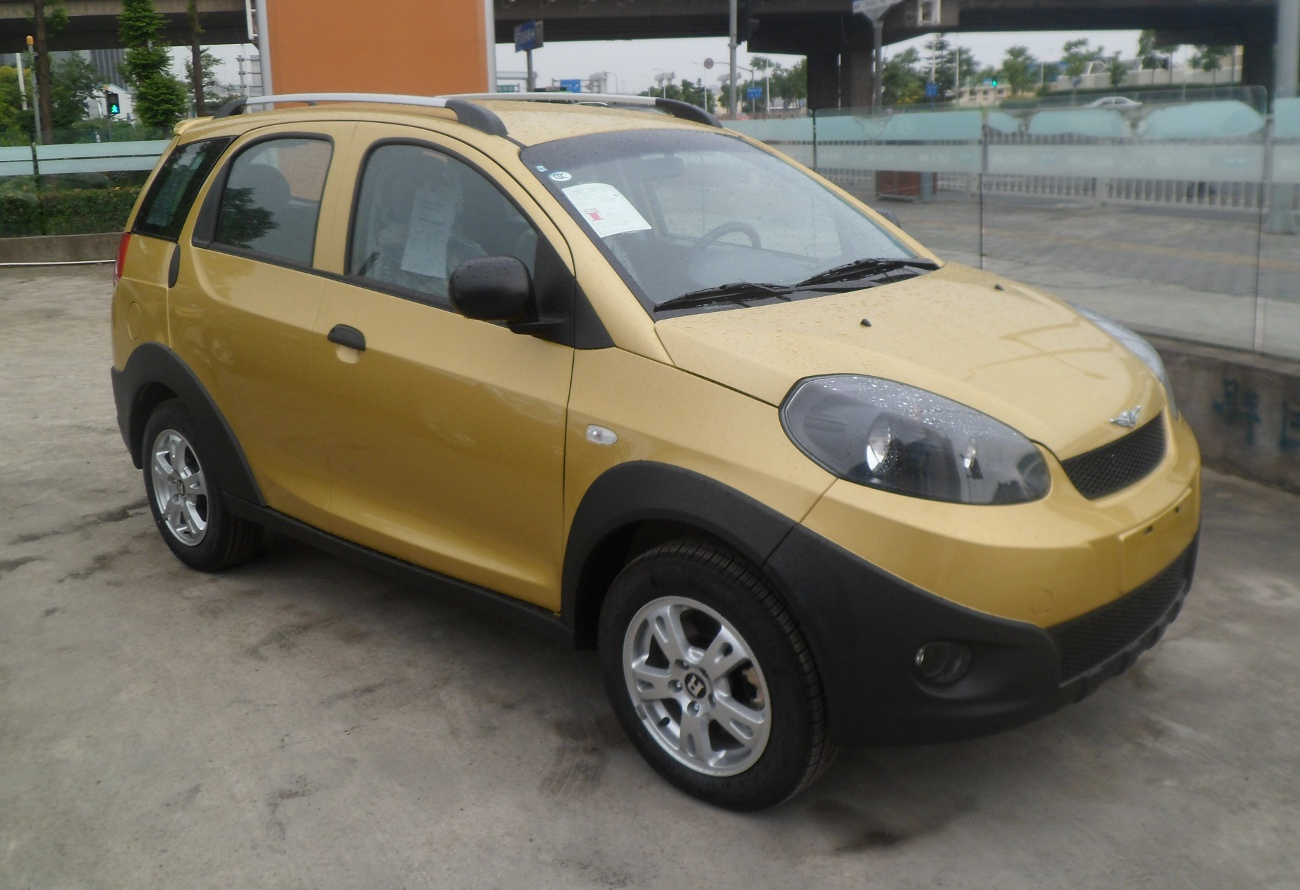
Riich X1
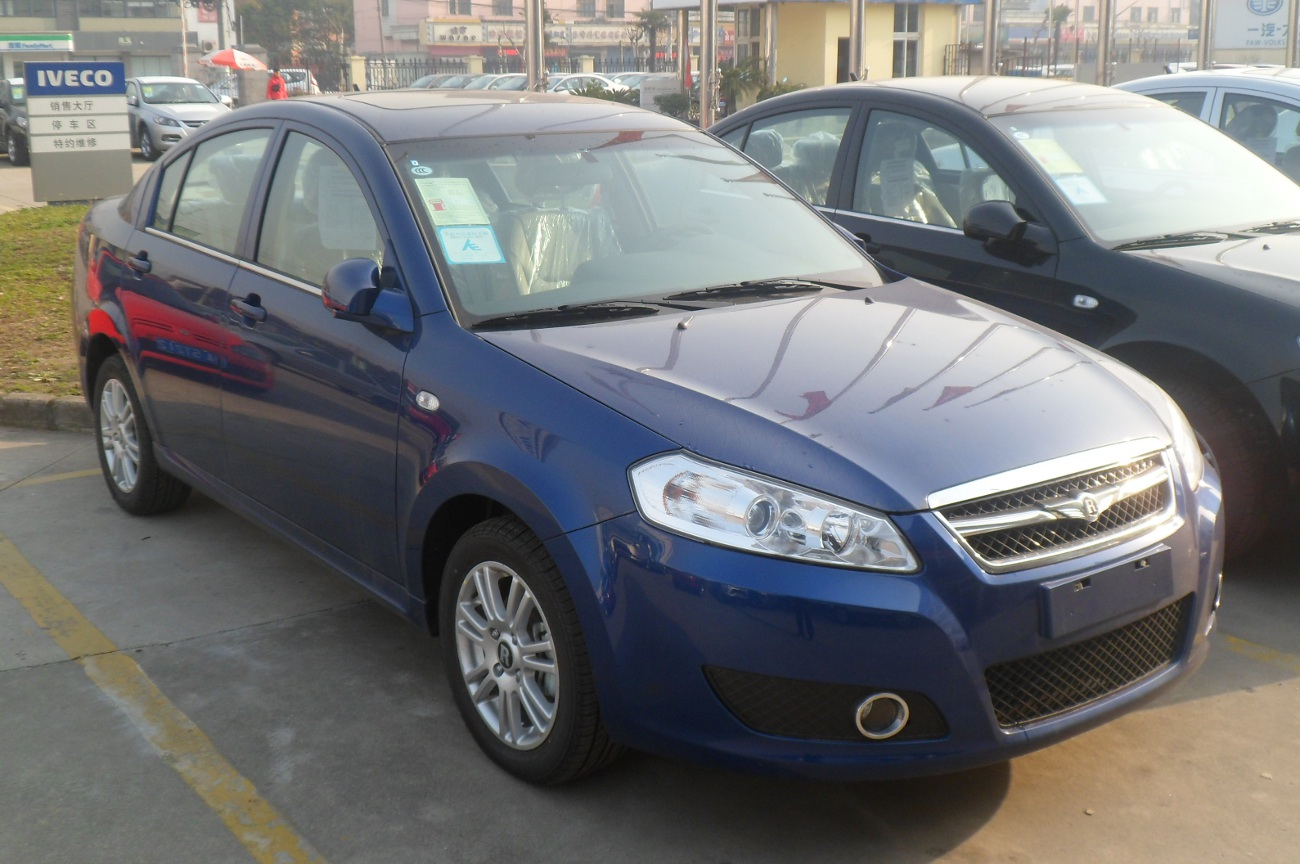
Riich G3
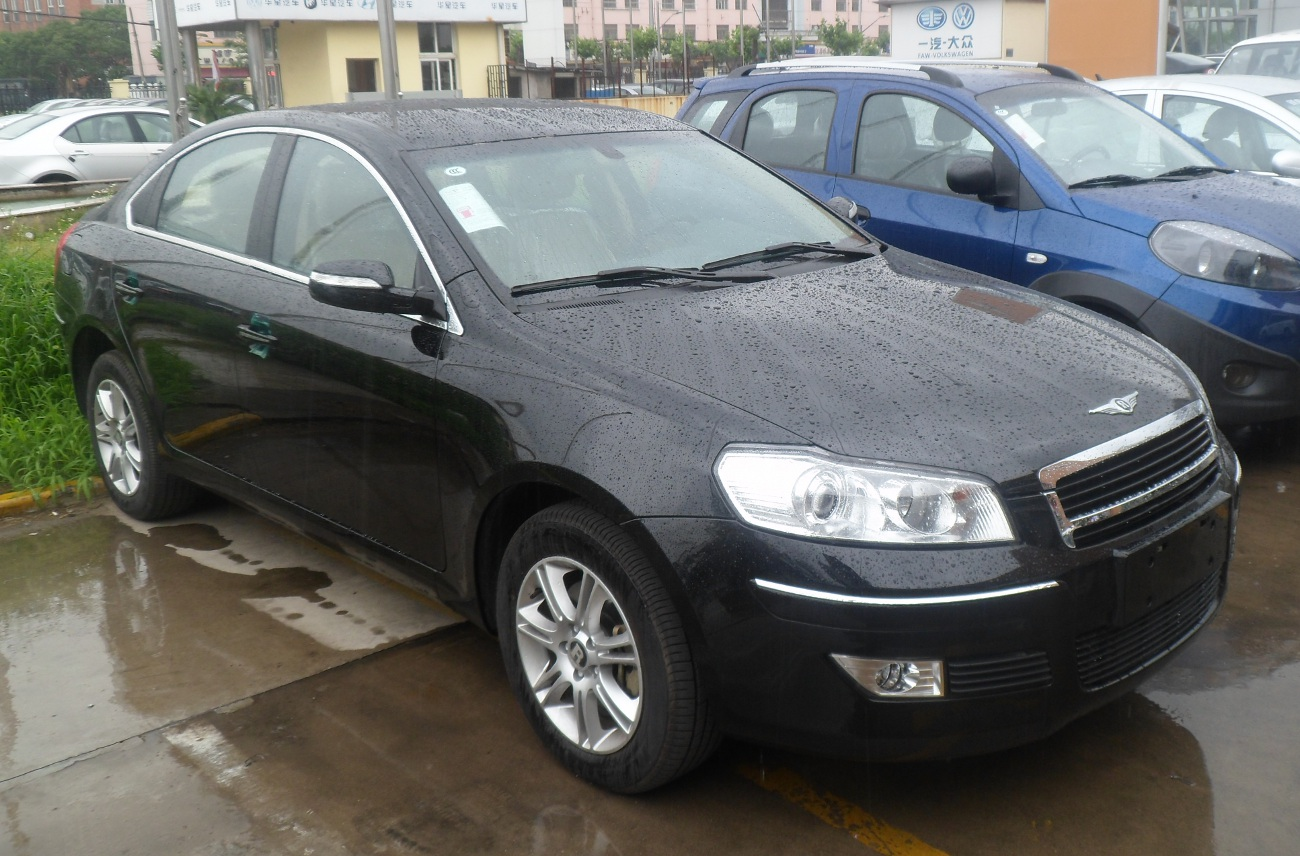
Riich G5
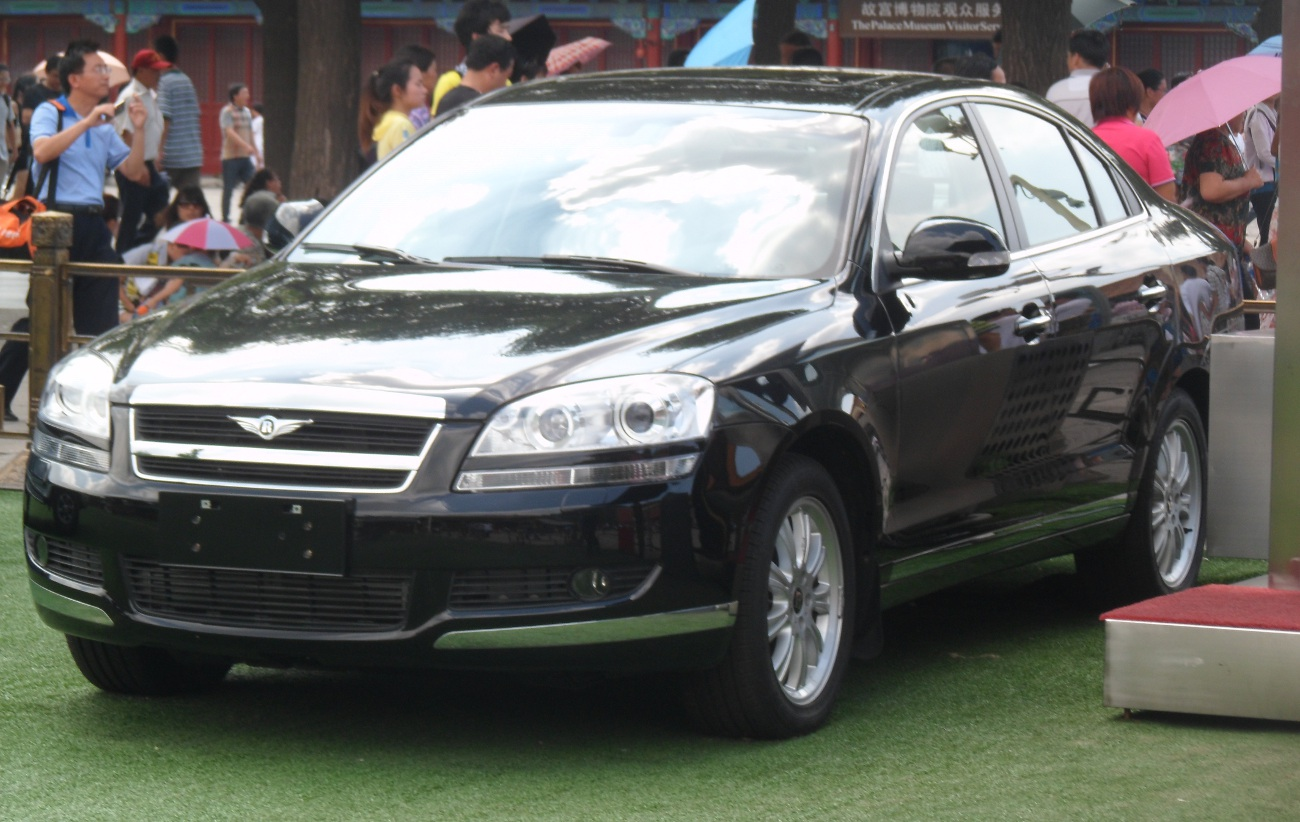
Riich G6

- Riich M1
- Riich X1
- Riich G3
- Riich G5
- Riich G6